# Circus World
Circus World is een Amerikaanse dramafilm uit 1964 onder regie van Henry Hathaway. De film werd destijds in Nederland uitgebracht onder de titel Circuswereld.

## Verhaal
Rond 1910 reist Matt Masters naar Europa met zijn rondreizende circus. Hij wil er Lili Alfredo terugvinden. Zij was jarenlang een publiekstrekker in zijn circus, maar ze verdween spoorloos na de dood van haar man tijdens een mislukt trapezenummer.

## Rolverdeling
| Acteur              | Personage                  |
| ------------------- | -------------------------- |
| John Wayne          | Matt Masters               |
| Claudia Cardinale   | Toni Alfredo               |
| Rita Hayworth       | Lili Alfredo               |
| Lloyd Nolan         | Cap Carson                 |
| Richard Conte       | Aldo Alfredo               |
| John Smith          | Steve McCabe               |
| Katharyna           | Giovana                    |
| Katharine Kath      | Hilda                      |
| Wanda Rotha         | Mevrouw Schuman            |
| Margaret MacGrath   | Anna                       |
| Miles Malleson      | Billy Hennigan             |
| José María Caffarel | Burgemeester van Barcelona |
| Kay Walsh           | Flo Hunt                   |
| François Calepides  | Circusdirecteur            |
| Robert Cunningham   | Circusdirecteur            |